# Palais Équitable

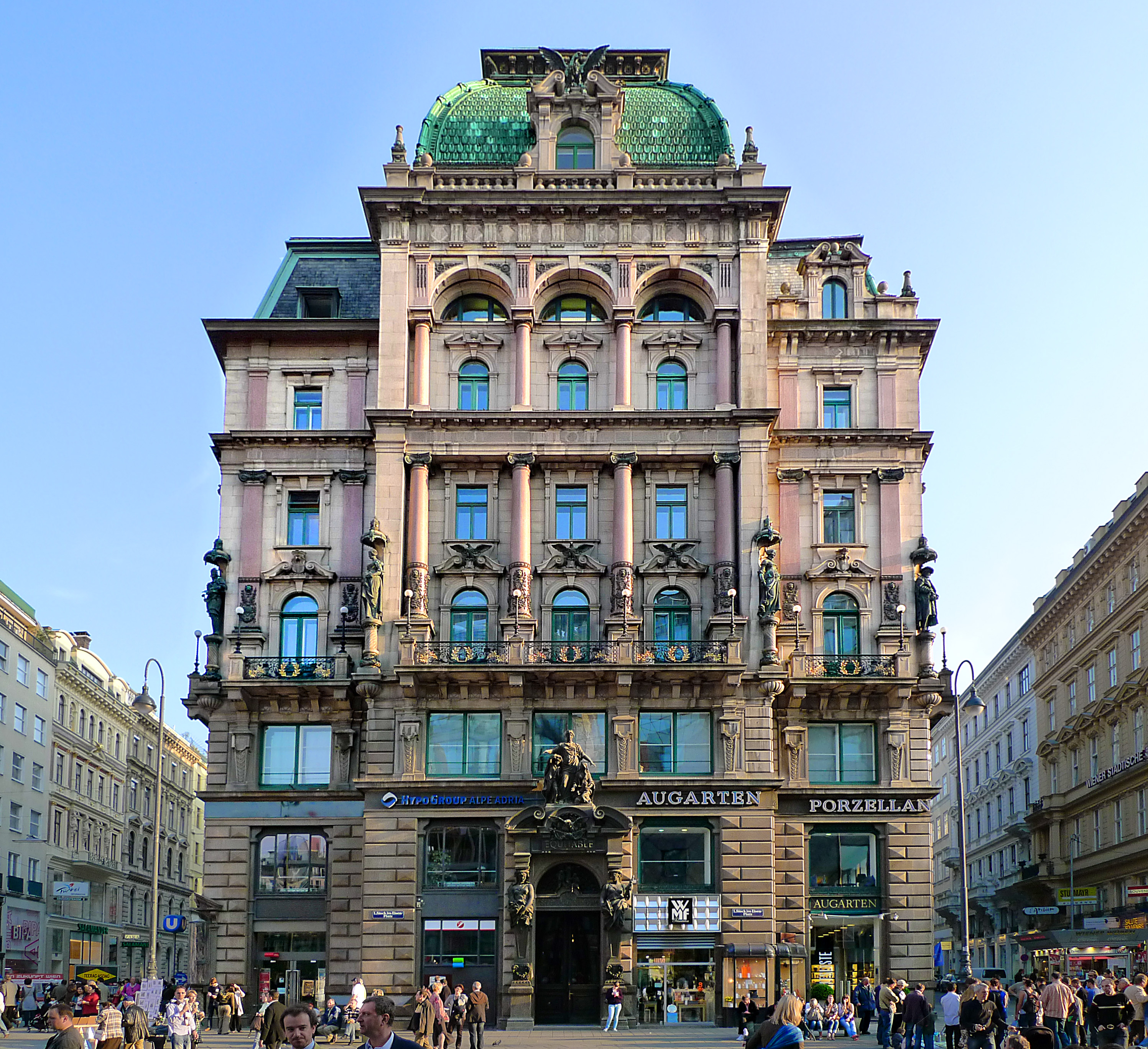
Palais Équitable sur la Stock-im-Eisen-Platz, Vienne

Le Palais Équitable est un édifice situé sur la Stock-im-Eisen-Platz (qui fait maintenant partie de la Stephansplatz) dans l'Innere Stadt de Vienne, en Autriche. Il a été construit au 19e siècle pour la compagnie américaine The Equitable Life Assurance Society.

## Histoire et description
Le bâtiment se trouve sur le site de cinq petits bâtiments médiévaux démolis en 1856–86, en partie afin d'élargir la Kärntner Straße. Il a été conçu par Andreas Streit et construit en 1887–91,. Il est l'un des rares palais ou demeures à Vienne, qui n'a jamais été une résidence aristocratique.
Le Palais Équitable possède une façade richement décorée, mettant en vedette des aigles américains.
L'intérieur est également extrêmement somptueux: marbre de Hallein et granit de Saxe ont été utilisés pour le spectaculaire escalier et le vestibule, et la verrière de la cour intérieure est entièrement revêtue de carrelage et de majolique. (L'escalier était apparemment destiné à être adaptable pour accéder à une future station de métro,.)
Guillaume Beck & Söhne, les fournisseurs d'uniformes de l'Empire Austro-hongrois, avaient leur atelier dans le bâtiment, et le consulat des États-Unis s'y trouvait également.
Le Palais Équitable a été endommagé durant la Seconde Guerre mondiale, mais a été restauré en 1949. L'entrée a été rénovée par Rüdiger Lainer en 1997. Aujourd'hui, le bâtiment abrite des bureaux de diverses entreprises et organisations, notamment la division autrichienne de la banque privée Sal. Oppenheim, et un point de vente pour la Porcelaine Aurgarten.